# Sexto Julio César (gobernador de Siria)
Sexto Julio César (en latín: Sextus Iulius Caesar) fue primo de Cayo Julio César, quien le nombró gobernador de Siria, en calidad de proquaestor propraetor, cargo en el cual duró poco debido a su asesinato a manos de sus propias tropas.

## Biografía
Descrito por Apiano como «muy joven» en 47 a. C., fue nieto (o hijo) de Sexto Julio César, el tío de Julio César y cónsul en 91 a. C. Por el rango que ocupó en Siria, el historiador italiano Luciano Canfora cree que debió nacer hacia el 80 a. C., a más tardar en el 78 a. C..
En 58 ó 57 a. C. fue nombrado flamen quirinalis de su primo, por entonces pontífice máximo, como muestra de la devoción de los Julios por Quirino. Sirve en 49 a. C. en el ejército de Julio César en Hispania como tribuno militar. Cuando los pompeyanos capitulan en Ilerda, es Sexto el designado para recibir la capitulación de sus comandantes. Su cercanía se menciona en el De bello Alexandrino, no eran sólo primos sino amigos.
En 47 a. C., César marcha contra Farnaces II del Ponto y deja en Siria una legión pues ya pensaba en una expedición contra el Imperio parto. Flavio Josefo, en el libro XIV de sus Antigüedades de los judíos, dice que durante su administración Sexto se mostró muy práctico para ganarse el apoyo de la aristocracia local. Un año después, mientras César vencía a los pompeyanos en Tapso, África, uno de estos, el general Quinto Cecilio Baso hizo correr el rumor de que en realidad había sido vencido y muerto para promover un levantamiento en la provincia. Esto produjo un motín donde Sexto fue asesinado por sus tropas. Supuestamente esto sucedió porque Sexto había sido cruel con sus hombres pero probablemente esta acusación sea una invención de la propaganda de Octavio. Los pompeyanos se refugiaron en Apamea, donde fueron asediados y se negaron a capitular; sabían que habían eliminado a alguien importante para César, por lo que siempre prefirieron luchar a pedir perdón. Su muerte, el levantamiento pompeyano en Hispania y el asesinato de Mitrídates I del Bósforo por Asandro eran indicios claros de la crisis en que estaba sumergida la administración cesariana.
Canfora sostiene que desde la batalla de Farsalia hasta la muerte de Sexto, César designó a su primo como su heredero. Desde el 59 a. C. hasta el inicio de la guerra civil, César designó en su testamento a Cneo Pompeyo Magno como su heredero por estar casado con su hija Julia, y después de la muerte de ella para mantener su alianza política. El asesinato de Sexto llevó a que traspasara su preferencia a Cayo Octavio Turino. Después de todo, su primo era el pariente varón más cercano y miembro de la gens Julia, a diferencia de Octavio.

### Antigua
- Apiano. Libro 3 de Las guerras civiles. Libro 15 de Historia romana. Digitalizado por Uchicago. Basado en traducción latín-inglés por Horace White, 1913, Loeb Classical Library.
- Apiano. Libro 4 de Las guerras civiles. Libro 16 de Historia romana. Digitalizado por Uchicago. Basado en traducción latín-inglés por Horace White, 1913, Loeb Classical Library.
- Cayo Julio César. De bello civili. Traducción latín-inglés por William Duncan, St. Louis, Edwards and Bushnell, 1856. Harper's New Classical Library. Digitalizado el Libro 2 en Perseus. Versión en latín en The latin library. En español en Imperium.org.
- Dion Casio. Historia romana. Libro 48. Digitalizado por UChicago. Basado en el volumen V de edición de Loeb Classical Library, traducción griego antiguo-inglés por Earnest Cary, 1917.
- Flavio Josefo. Antigüedades judías. Libros 10 y 14. Digitalizado por UChicago y basado en traducción griego antiguo-inglés, notas y apéndice por William Whiston, Londres: University of Cambridge, 1737.

### Moderna
- Álvarez, Dulce Estefanía (2010). "Presencia o ausencia de César en La Eneida. En torno a Eneida I". Julio César: textos, contextos y recepción. De la Roma clásica al mundo actual. Editorial UNED, pp. 285-300. Coordinación de Antonio Moreno Hernández. ISBN 9788436259933.
- Canfora, Luciano (2006). Giulio Cesare. Il dittatore democratico. Rome: Laterza. ISBN 8842081566 .
- Canfora, Luciano (2007). Julius Caesar: The Life and Times of the People's Dictator. University of California Press. Traducción italiano-inglés por Marian Hill & Kevin Windle. ISBN 9780520235021.
- Novillo López, Miguel Ángel (2011). Breve historia de Julio César. Ediciones Nowtilus S. L. ISBN 9788499670348.
- Smith, William, coordinador (1870). Dictionary of Greek and Roman Biography and Mythology. Boston: Little, Brown and Company. Internet Archive.
- Zecchini, Giuseppe (2001). Caesare e il mos maiorium. Franz Steiner Verlag. ISBN 9783515078634.

- Datos: Q1234276